# Actebia bisagittata
Actebia bisagittata là một loài bướm đêm trong họ Noctuidae.